# Successione di Stati
Quella della successione degli Stati è una teoria della politica internazionale che riguarda l'accettazione da parte di altri Stati di uno Stato appena creato, basandosi sulla relazione storica con lo Stato predecessore. Il termine si può riferire al trasferimento di diritti, obblighi e/o proprietà dallo Stato predecessore allo Stato successore; questa teoria pone le sue radici nella diplomazia del XIX secolo.

## Storia
Il trasferimento di diritti, obblighi e proprietà può includere proprietà d'oltremare (ambasciate, riserve di denaro, opere d'arte), partecipazione nei trattati, la qualifica di membro in organizzazioni internazionali, e debiti. Spesso uno Stato sceglie se essere o non essere considerato lo Stato successore dell'entità che lo precedeva. Il caso è diverso se lo Stato predecessore era firmatario di trattati sui diritti umani, in quanto lo Stato successore dovrebbe comunque rispettare i termini del trattato, qualunque sia la sua politica. In generale, la teoria è seguita dalla comunità mondiale: un nuovo governo può essere non gradito ad altri, ma deve essere riconosciuto se esercita de facto il controllo su tutti i territori dello Stato predecessore.
Nel tentativo di codificare le regole della successione degli Stati, nel 1978 è stata redatta la Convenzione di Vienna sulla successione degli Stati rispetto ai trattati, che è entrata in vigore il 6 novembre 1996.
Un esempio di successione di Stati è avvenuta con la dissoluzione dell'Unione delle Repubbliche Socialiste Sovietiche (URSS) nel 1991. La Federazione Russa fu dichiarata Stato successore dell'URSS e acquisì il seggio dell'URSS come membro permanente del Consiglio di sicurezza delle Nazioni Unite.

## Eccezioni
Esistono parecchi esempi in cui la successione degli Stati, come descritta sopra, non è stata interamente seguita:
- Quando la Kampuchea Democratica, regime di Pol Pot, fu militarmente annientata dalla Repubblica Popolare di Cambogia, spalleggiata dal Vietnam, il seggio alle Nazioni Unite continuò a essere occupato dalla Kampuchea per molti anni.
- Lo Stato talebano in Afghanistan è divenuto de facto governo di quasi tutto il paese a metà degli anni novanta, ma il Fronte islamico unito per la salvezza dell'Afghanistan era ancora riconosciuto da molte nazioni, pertanto mantenne il seggio all'ONU.
- Dopo che quattro delle sei repubbliche costituenti la Repubblica Socialista Federale di Jugoslavia sono diventate indipendenti nel 1991 e nel 1992, lo Stato rimanente, chiamato Repubblica Federale di Jugoslavia, sosteneva di essere il successore legale, ma non fu riconosciuto come tale dagli Stati Uniti e neanche dalle Nazioni Unite, con la motivazione che la Repubblica Socialista Federale della Jugoslavia si era sciolta. La Repubblica Federale di Jugoslavia (in seguito chiamata Serbia e Montenegro) fu ammessa alle Nazioni Unite nel 2000; nel 2006 il Montenegro ha ottenuto l'indipendenza a seguito di un referendum e la Serbia ha ereditato il seggio.
- La Repubblica Popolare Cinese si dichiarò nel 1949 come Stato successore della Repubblica di Cina confinata, dopo la vittoria del Partito Comunista Cinese nella guerra civile tra nazionalisti e comunisti, all'Isola di Formosa (Taiwan). La Repubblica Popolare Cinese iniziò a esercitare quindi la sovranità sulla Cina, anche se la Repubblica di Cina mantenne il seggio al Consiglio di sicurezza delle Nazioni Unite per molti anni. Nel 1971 fu ammessa al Consiglio di Sicurezza la Repubblica Popolare, al posto della Repubblica di Cina di Taiwan.